# Цона Туристика Антерзелва Алта (Болцано)
Цона Туристика Антерзелва Алта је насеље у Италији у округу Болцано, региону Трентино-Јужни Тирол.
Према процени из 2011. у насељу је живело 7 становника. Насеље се налази на надморској висини од 1564 м.